# 上塞拉
上塞拉是巴西圣卡塔琳娜州的一个市镇。总面积90.444平方公里，总人口3200人，人口密度35.4人/平方公里。